# João de Castro
João de Castro (7. února 1500, Lisabon, Portugalsko – 6. června 1548, Velha Goa, Portugalská Indie) byl v portugalský důstojník, mořeplavec a hydrolog, který mapoval pobřeží Indického oceánu a Rudého moře.
V mládí studoval humanismus a matematiku spolu s Louisem, synem portugalského krále Manuela I. V 18. letech odešel do Tangeru. V roce 1535 se účastnil obléhání Tunisu. Po návratu do Portugalska byl v roce 1543 jmenován velitelem floty plující do Indie na pomoc Martimovi de Sousovi. V roce 1545 byl jmenován guvernérem ostrova Díu a od roku 1547 až do své smrti byl místokrálem ve státě Goa. Zemřel v náručí přítele Františka Xaverského 6. června 1548. Pohřben byl ve Velha Goa. Později byly jeho ostatky exhumovány a převezeny do Portugalska a uloženy v klášteře ve farnosti Benfica.

## Dílo
- Roteiro da Costa da India. Porto 1843.